# Летний, Александр Александрович
Алекса́ндр Алекса́ндрович Ле́тний (13 (25) декабря 1848, Санкт-Петербург — 3 (15) мая 1883, Тбилиси) — российский инженер-химик. Деятельность Летнего как теоретическая, так и практическая тесно связана с развитием техники нефтяной промышленности.
В 1877 году запатентовал процесс пиролиза нефтегазового сырья в целый ряд непредельных и ароматических углеводородов. В том же году он получил пятилетнюю привилегию на способ добывания антрацена и бензола из нефти и нефтяных остатков. Известен также своими исследованиями месторождения озокерита на острове Челекене, в Каспийском море.

## Биография
По окончании в 1871 году химического отделения Петербургского технологического института технологом 1-го разряда, он работал в нём лаборантом, а затем ассистентом (до 1879 года). 
В 1874 году производил в Сызранском уезде исследования асфальтовых залежей на берегу Волги и в соседних оврагах и впервые обстоятельно выяснил вопрос о глубине залегания и распространения асфальта. На основе изучения сызранских асфальтовых залежей и лабораторных исследований асфальта Летний спроектировал и построил первый асфальтовый завод в России (в Сызрани, на Волге). В 1877 году, после представления диссертации, он получил звание инженера-технолога. 
После 1879 года спроектировал ряд заводов и руководил их строительством: завод по выработке смазочных масел (в Петербурге), первый в мире завод по производству ароматических углеводородов из нефти по методу Летнего (близ Баку), первый в России завод по переработке челекенского озокерита в церезин (в Баку).
Умер от «горловой чахотки».

## Публикации
- Сухая перегонка битуминозных ископаемых (СПб., 1875) — Изучая процесс переработки нефти и нефтепродуктов на газовых заводах, а также проводя эксперименты по воздействию высокой температуры на нефтяные остатки, Летний в 1875 впервые указал на то, что при температуре выше 300° тяжелые нефтяные остатки частично разлагаются на более легкие продукты — бензин, керосин, газы. Это открытие Летнего легло в основу разработки крекинг-процесса.
- О месторождении асфальта в Симбирской губ., Сызранского уезда // Записки Русского Технического Общества
- Исследование продуктов древесно-нефтяного газа // Известия Санкт-петербургского практического технологического и Журнал Химического Общества (1877)
- О действии высокой температуры на нефть и другие подобные вещества" // Известия Технологического института (1879)
- О фабрикации парафина и минеральных масел в Германии // Записки Технического Общества (1880)